# Wiener Premierenbesetzungen des Parsifal

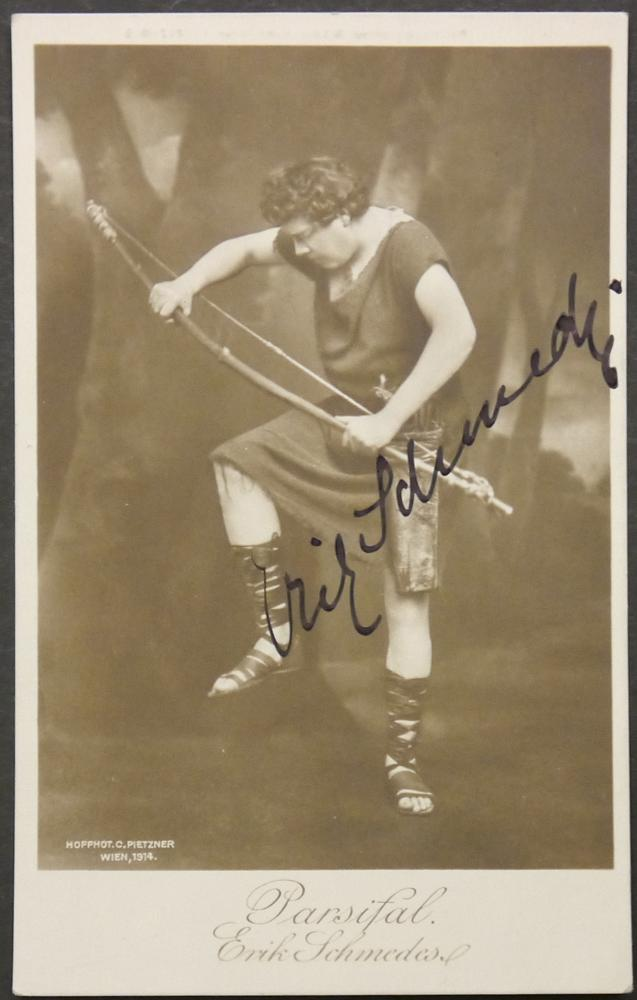
Der dänische Tenor Erik Schmedes war 1914 der erste Parsifal in Wien

Die Wiener Premierenbesetzungen des Parsifal listen alle Mitwirkenden an den Neuinszenierungen von Richard Wagners Parsifal auf, die seit der Wiener Erstaufführung im Jahr 1914 an der Wiener Staatsoper stattgefunden haben.

## Hintergrund
Obwohl die Wiener Staatsoper 1862/63 am Versuch der Uraufführung von Tristan und Isolde gescheitert war, finden In Wien alljährlich traditionell deutlich mehr Richard-Wagner-Aufführungen statt als in Berlin, Bayreuth, Dresden, Hamburg oder München. Das liegt einerseits am Interesse des Wiener Publikums, andererseits am Repertoiresystem der Staatsoper, welches es ermöglicht, alle zehn Hauptwerke des Komponisten ständig spielbereit zu halten.
Traditionell kommt es zu erheblichen Überschneidungen der Wiener und Bayreuther Besetzungen, da im Ensemble des k. k. Hof-Operntheaters zu Wien eine Reihe von Sängern verpflichtet waren, die für die ersten Bayreuther Festspiele und für die Uraufführung des Parsifal unerlässlich waren.  Die Überschneidungen heute erklären sich dadurch, dass sowohl die Bayreuther Festspiele, als auch die Wiener Staatsoper bemüht sind, die jeweils weltweit beste Besetzung zu verpflichten. Eine direkte Konkurrenz besteht nicht, da die Wiener Oper während der Bayreuther Festspielzeit (im Juli und August) geschlossen ist.

## Premierenbesetzungen der Wiener Staatsoper
| 14. Januar 1914, Inszenierung: Wilhelm von Wymétal, Dirigent: Franz Schalk, Bühnenbild: Alfred Roller, Anton Brioschi (bis 28. März 1932) |                                  |                                                                   | | |     |
| Josef Schwarz Julius Betetto Richard Mayr | Erik Schmedes                    | Anna von Mildenburg Friedrich Weidemann nicht bekannt             | Hubert Leuer, Franz Markhoff Carola Jovanovic, Marie Cankl, Arthur Preuß, Hans Breuer                       | Berta Kiurina-Leuer, Emmy von Mortinger, Elsa Hartmann, Carola Jovanovic, Edna de Lima, Marie Cankl             | 101 |
| 13. Februar 1933, Inszenierung: Lothar Wallerstein, Dirigent: Clemens Krauss, Bühnenbild: Alfred Roller, Robert Kautsky (bis 9. April 1944) |                                  |                                                                   | | |     |
| Emil Schipper Nicola Zec Richard Mayr | Max Lorenz                       | Gertrude Rünger Hermann Wiedemann Enid Szánthó                    | Georg Maikl, Karl Ettl Aenne Michalsky, Enid Szánthó, Hermann Gallos, Erich Zimmermann                      | Luise Helletsgruber, Eva Hadrabová, Dora With, Zdenka Zika, Aenne Michalsky, Enid Szánthó                       | 56  |
| 1. November 1959, Inszenierung: Georg Reinhardt, Dirigent: Ferdinand Leitner, Ausstattung: Heinrich Wendel, Chor: Heinz Mende (bis 8. November 1959) Gesamtgastpiel der Württembergischen Staatsoper Stuttgart                                                                         |                                  |                                                                   | | |     |
| Gustav Neidlinger Fritz Linke Otto von Rohr | Wolfgang Windgassen              | Grace Hoffman Hans Günter Nöcker Margarethe Bence                 | Anton Schabo, Frithjof Sentpaul Franziska Wachmann, Hannelore Schulz-Pickard, Alfred Pfeifle, Stefan Schwer | Ruth-Margret Pütz, Ellinor Junkers, Margarethe Bence, Friederike Sailer, Franziska Wachmann, Lieselotte Rebmann | 4   |
| 1. April 1961 Regie und Dirigent: Herbert von Karajan, Ausstattung: Heinrich Wendel, Choreographie: Erich Walter, Chor: Richard Rossmayer (bis 11. April 1977) |                                  |                                                                   | | |     |
| Eberhard Waechter Tugomir Franc Hans Hotter | Fritz Uhl                        | Christa Ludwig, Elisabeth Höngen Walter Berry Hilde Rössel-Majdan | Ermanno Lorenzi, Kostas Paskalis Liselotte Maikl, Margareta Sjöstedt, Erich Majkut, Kurt Equiluz            | Gundula Janowitz, Hilde Güden, Biserka Cvejić, Anneliese Rothenberger, Gerda Scheyrer, Margareta Sjöstedt       | 43  |
| 18. März 1979, Inszenierung: August Everding, Dirigent: Horst Stein, Ausstattung: Jürgen Rose, Choreographie: Ray Barra (bis 19. April 2003) |                                  |                                                                   | | |     |
| Bernd Weikl Kurt Rydl Karl Ridderbusch | Siegfried Jerusalem              | Leonie Rysanek Walter Berry Marjana Lipovšek                      | Thomas Moser, Rudolf Mazzola Gertrude Jahn, Margareta Hintermeier, Kurt Equiluz, Chigusa Tomita             | Patricia Wise, Hiroko Shiraishi, Waltraud Winsauer, Marjorie Vance, Silvia Herman, Marjana Lipovšek             | 71  |
| 8. April 2004, Inszenierung: Christine Mielitz, Dirigent: Donald Runnicles, Ausstattung: Stefan Mayer, Chor: Ernst Dunshirn (bis 2016) |                                  |                                                                   | | |     |
| Thomas Quasthoff Walter Fink Robert Holl | Johan Botha                      | Angela Denoke Wolfgang Bankl Daniela Denschlag                    | Cosmin Ifrim, Johannes Wiedecke Cornelia Salje, Daniela Denschlag, Arnold Bezuyen, Peter Jelosits           | Genia Kühmeier, Bori Keszei, Antigone Papoulkas, Ildikó Raimondi, Renate Pitscheider, Nadia Krasteva            | 48  |
| 30. März 2017, Inszenierung und Bühne: Alvis Hermanis, Dirigent: Semyon Bychkov, Kostüme: Kristine Jurjane, Licht: Gleb Filshtinsky, Video: Ineta Sipunova (bis 24. April 2019) |                                  |                                                                   | | |     |
| Gerald Finley Jongmin Park René Pape | Christopher Ventris              | Nina Stemme Jochen Schmeckenbecher Monika Bohinec                 | Benedikt Kobel, Clemens Unterreiner Ulrike Helzel, Zoryana Kushpler, Thomas Ebenstein, Bror Magnus Tødenes  | Ileana Tonca, Olga Bezsmertna, Margaret Plummer, Hila Fahima, Caroline Wenborne, Ilseyar Khayrullova            | 12  |
| 11. April 2021, Inszenierung, Bühne, Kostüme: Kirill Serebrennikov, Dirigent: Philippe Jordan, Ko-Regie: Evgeny Kulagin, Licht: Franck Evin, Video & Foto Designer: Aleksei Fokin, Mitarbeit Bühne: Olga Pavluk, Mitarbeit Kostüm: Tatiana Dolmatovskaya, Dramaturgie: Sergio Morabito |                                  |                                                                   | | |     |
| Ludovic Tézier Stefan Cerny Georg Zeppenfeld | Jonas Kaufmann Nikolay Sidorenko | Elīna Garanča Wolfgang Koch Noa Beinart                           | Carlos Osuna, Erik Van Heyningen Patricia Nolz, Stephanie Maitland, Daniel Jenz, Angelo Pollak              | Ileana Tonca, Anna Nekhames, Aurora Marthens, Slávka Zámečníková, Joanna Kędzior, Isabel Signoret               | 9   |

Weiters kam es am 1. und 2. November 1948 zu konzertanten Aufführungen des III. Aufzugs im Theater an der Wien, dirigiert von Rudolf Moralt, gesungen von Karl Schmitt-Walter (Amfortas), Herbert Alsen (Gurnemanz), Günther Treptow (Parsifal) und Gertrud Burgsthaler-Schuster (Kundry).